# Етублон
Етублон (фр. Estoublon) насеље је и општина у Француској у региону Прованса-Алпи-Азурна обала, у департману Горњопровансалски Алпи која припада префектури Дињ ле Бен.
По подацима из 2011. године у општини је живело 473 становника, а густина насељености је износила 13,97 становника/km². Општина се простире на површини од 33,85 km². Налази се на средњој надморској висини од 513 метара (максималној 1.362 m, а минималној 493 m).

## Демографија
| 1962. | 1968. | 1975. | 1982. | 1990. | 1999. | 2011. |
| ----- | ----- | ----- | ----- | ----- | ----- | ----- |
| 204   | 208   | 209   | 243   | 301   | 337   | 473   |

График промене броја становника у току последњих година